# 臺東莢蒾
臺東莢蒾（学名：Viburnum taitoense）是五福花科荚蒾属的植物。分布于台灣本島之中、高海拔山區以及中国大陆的广西、湖南等地，生长于海拔1,000米至3,000米的地区，一般生长在多石灌丛中及山谷溪涧旁。

## 异名
- Viburnum tubulosum Hsu